# История на математиката
Според Андрей Колмогоров историята на математиката може да се раздели на следните периоди:
1. Период на зараждане и натрупване на фактологичен материал;
2. Период на елементарната математика, започнал през VI – V век пр.н.е. и продължил до края на XVI век (утвърдените тогава понятия и днес са в основата на елементарната математика, преподавана в училище);
3. Период на математиката с променливи величини XVII – XVIII век, развитие на висшата математика;
4. Съвременен период.

## Зараждане
Известни елементарни представи за количеството и за пространствените форми вероятно са били достояние на човешкия род още от неговата поява. Най-простите операции от този тип (сравняване на разстояния, установяване на липса на предмет сред малка група от предмети) са по силите дори на висшите животни. В процеса на развитие на човека тези първоначално прости представи са се обогатявали и усложнявали. На даден етап е възникнала нуждата от оформянето им в понятия и подреждането на натрупаните знания в стройна система.
Математиката като наука възниква с появата на цивилизования начин на живот през IV – III хил. пр. Хр. Но дори преди този период хората са имали нужда да отброяват разни неща, което съдим по намерени при разкопки сметала, направени от кости.
Първата по-сериозна математика се развива в Древен Египет, Месопотамия и в долината на Инд. На тези места сезонното поведение на големите реки Нил, Тигър и Ефрат и Инд позволява развитието на уседнал, земеделски начин на живот. Това обаче подтиква развитието на астрономията, за да се следи времето и хората да знаят кога да засаждат и прибират реколтата, на аритметиката и на геометрията, които са били нужни за целите на данъчното облагане, строителството, а по-късно намират приложение и във военното дело и изкуството. От тази епоха датират най-древните математически писмени трудове, сред които се открояват вавилонската глинена плочка Plimpton 322 и Райдонския египетски свитък.

## Античен и средновековен период
По време на египетско-месопотамския период се развиват особено аритметиката, астрономията и простата геометрия. Основен проблем през този период е, че повечето математически резултати се използват наизуст (без доказателства). Първият систематично издържан подход към математиката прилагат древните гърци. Тяхна заслуга е схващането да се използва система от утвърдени „истини“, наричани аксиоми, въз основа на които се доказва верността на по-сложни твърдения, наричани теореми. Древните гърци развиват значително геометрията, стереометрията, теорията на числата, комбинаториката и „диофантовата“ алгебра. Един от най-важните трудове от тази епоха е „Елементи“ на Евклид от Александрия, както и идеите на Архимед, някои от които са предшественици на математическия анализ.
С възхода на Римската империя и теологичните противоборства в нейните рамки, както и с увеличаването на нашествията на варварски народи към Европа, математиката в елинския свят замира. Центърът на развитие се пренася на Изток – в Китай и Индия, а по-късно – и в мюсюлманския свят. Най-важното нововъведение на тази школа е използването на така наречените арабски цифри (в това число и цифрата нула), които всъщност са изобретени от индийците. Преди това математиката е приличала повече на съчинение, където всичко е било обяснявано с думи, така че новият подход с използването на позиционната система значително улеснява извършването на тривиални (от съвременна гледна точка) сметки. През IX век арабите поставят и основите на алгебрата в познатия ни днес вид като наука, която се стреми да решава абстрактни задачи и да създава абстрактни модели на често срещани конкретни математически зависимости.

## Ренесанс и Просвещение
През XIV – XV век в Европа се развиват търговията и икономиката, което дава тласък на изкуството, философията и предприемачеството. Образува се средна класа и отслабва влиянието на Църквата върху обществото. Всичко това оказва влияние върху развитието на науката, в частност математиката.

## Големите научни открития
През XVI – XVII век се развива астрономията, описано е движението на видимите по онова време планети, а Декарт полага основите на аналитичната геометрия, чрез която орбитите на планетите били изразени с математически формули. По-късно Нютон и Лайбниц поставят основите на диференциалното и интегралното смятане, Нютон формулира основните закони на механиката и чрез тях дава математическо обяснение на движенията на планетите. Този напредък в разбирането на Вселената с помощта на логически издържан математически апарат спомага за развитието на математиката, физиката и техниката през следващите векове.

## Индустриалната революция
През XVIII и началото на XIX век са положени основите на функционалния анализ (от Ойлер и братята Бернули), теорията на групите (от Абел и Галоа), вариационното смятане (от Ойлер и Лагранж), хармоничния анализ (от Фурие), статистиката и теорията на вероятностите (от Лаплас), диференциалната геометрия (от Риман и Гаус), неевклидовата геометрия (от Лобачевски и Бояй), топологията (от Поанкаре) и др.

## Съвременност

### XIX век
През XIX век математиката става все по-абстрактна. Това е времето, в което живее и работи Карл Фридрих Гаус (1777 – 1855). Като оставим настрана множеството негови приноси към науката, в чистата математика той прави революционната работа по функции от комплексни променливи в геометрията и върху конвергенцията на числови редове. Той дава първото задоволително доказателство на Основната теорема на алгебрата и на квадратичния закон за реципрочност.
През този век са развити две форми на неевклидова геометрия, при които постулатът за успоредност не е валиден.
Заедно с откритията в електрониката, машиностроенето и медицината този научен потенциал води до забележителното технологично развитие през XIX – XX век, но и позволява практическото осъществяване на ужаса на двете световни войни.

### XX век
Влияние върху развитието на математиката през XX век оказва докладът на Давид Хилберт от 1900 година, в който той формулира 23 нерешени проблема. Част от тях са решени. През 1929 г. Андрей Николаевич Колмогоров предлага аксиоматизация на теорията на вероятностите. Важни резултати в математическата логика и постига Курт Гьодел. В края на века е доказана и Великата теорема на Ферма.
След появата на компютъра, интернет и възможностите за съвместна работа на огромен брой учени, в развитието на математиката все повече се разчита на изчислителната мощ на съвременните компютри и на колективната работа в екип. Така например през 1976 е доказана с помощта на компютър теоремата за оцветяване на равнинна карта само с четири цвята, а в периода 1995 – 2004 екип от повече от 100 учени успяват да направят класификация на крайните прости групи.

### XXI век
През 2000 Математическият институт „Клей“ обявява седем Награди за решения на задачи на хилядолетиято (за решаването на която и да е от тях институтът предлага по 1 млн. долара), и през 2003 е доказана Хипотезата на Поанкаре от Григорий Перелман (който отказва да приеме наградата, тъй като е критичен към статуквото в математиката).
Днес повечето списания по математика имат своите онлайн версии и издания, освен хартиените издания, а много списания започват да бъдат издавани само онлайн. Има и засилен стремеж за свободно публикуване (под свободен лиценз), за първи път популяризирано от arXiv.

## Хронология
- до ок. 2500 до н.е. Поява на необходимостта от броене и измерване; наченки на устното броене
- ок. 2500 пр. Хр. В Месопотамия се въвежда и развива смесена десетично-шестдесетична позиционна бройна система
- ок. 2000 пр. Хр. В Месопотамия математиците решават алгебрични уравнения до 2-ра степен (квадратни уравнения); математиката се развива и в Древен Египет, откъдето са запазени малко документи (папируси с рецепти за решаването на конкретни задачи)
- ок. 550 пр. Хр. Питагор доказва теоремата за страните в правоъгълен триъгълник (тя е известна и преди в Китай, Месопотамия и Древен Египет)
- ок. 450 пр. Хр. Древногръцкият математик Хипас (Хипазос) Метапонтийски от школата на Питагор открива, че някои числа са ирационални
- 300 пр. Хр. Евклид в трактата си „Елементи“ установява законите на геометрията, влизащи в учебниците и днес; повече от 2000 г. (до появата на неевклидовите геометрии) се смята, че геометрията на Евклид е единствената възможна
- ок. 230 пр. Хр. Ератостен открива метод за намиране на всички прости числа (сито на Ератостен)
- ок. 190 пр. Хр. Китайски математици използват степени на 10 за изразяване на величини
- ок. 100 пр. Хр. Китайски математици започват да използват отрицателни числа
- ок. 210 сл. Хр. Диофант от Александрия написва първото съчинение по алгебра
- ок. 600 В Индия започва да се използва десетичната позиционна система
- 829 Перс. математик Мохамад ибн Муса ал Хорезми използва десетичната бройна система; от преводите на съчиненията му на латински по-късно и европейски учени се запознават със системата
- 876 В Индия е въведен символ за означаване на нулата

## 1000 – 1599
- 1202 Италианският математик Леонардо Фибоначи изучава числовата редица 1, 1, 2, 3, 5, 8, 13, 21, …, в която всяко число е сбор на предхождащите го две числа
- 1550 Германският математик Г. фон Лаухен (латинско име Ретикус) публикува седемзначни тригонометрични таблици (за пръв път съдържащи стойностите и на секансите)

## 1600 – 1699
- 1614 Джон Непер открива логаритмите
- 1623 Германският математик и астроном В. Шикард конструира механична сметачна машина, извършваща 4-те аритметични действия
- 1637 Р. Декарт създава аналитичната геометрия (книгата „Геометрия“); пръв нарушава традицията научните трудове да се публикуват само на латински език
- 1654 Блез Паскал и Пиер дьо Ферма започват изграждането на теорията на вероятностите
- 1666 В Англия И. Нютон развива диференциално смятане като метод за пресмятане на моментни скорости (флуксионно смятане)
- 1675 Г. Лайбниц прави първите си изследвания по диференциално и интегрално смятане; предложените от него математични знаци и символи се използват и днес
- 1679 Г. Лайбниц въвежда двоичната аритметика, в която всички числа се представят само с два символа
- 1684 Г. Лайбниц публикува първото съчинение по диференциално смятане

## 1700 – 1799
- 1713 В съчинението си „Изкуството за предположения“ Якоб Бернули формулира първия закон за големите числа от теорията на вероятностите
- 1718 Й. Бернули дава общо определение за понятието функция
- 1744 Швейцарският математик Л. Ойлер публикува първия трактат по вариационно смятане
- 1747 Ж. д’Аламбер използва частни диференциални уравнения в задачи от физиката
- 1798 Датският математик от норвежки произход К. Весел въвежда векторното представяне на комплексни числа
- 1799 К. Ф. Гаус доказва основната теорема на алгебрата: броят на решенията на алгебричното уравнение е равен на степента на уравнението

## 1800 – 1899
- 1810 Ж. Фурие публикува метод за представяне на функциите чрез тригонометрични редове
- 1812 П. Лаплас публикува първото цялостно и подробно изложение на теорията на вероятностите
- 1822 Във Великобритания Ч. Бабедж започва конструирането на първия механичен компютър – диференчната машина за пресмятане на логаритми и тригонометрични функции, въвежда (1834) и записващото механично устойство, перфокартата и табулатора
- 1827 К. Ф. Гаус полага началото на диференциалната геометрия на повърхнините
- 1829 Н. И. Лобачевски открива нова геометрична система – хиперболичната неевклидова геометрия, в която са валидни аксиомите на Евклид, с изключение на аксиомата за успоредните прави; Е. Галоа създава теорията на групите, в която въвежда употребяваните и днес основни термини
- 1844 Фр. математик Ж. Лиувил доказва съществуването на трансцендентни числа; в Германия Х. Грасман публикува първото систематично изследване на вектори с повече от 3 измерения
- 1854 Във Великобритания Дж. Бул публикува символичната си формална логика (по-късно наречена булева алгебра)
- 1858 Английският математик А. Кейли разработва смятане с правоъгълни таблици, наречени от него матрици; в Германия А. Ф. Мьобиус описва едностранна повърхнина (Мьобиусов лист)
- 1859 Б. Риман полага основите на аналитичната теория на числата
- 1892 Г. Кантор доказва, че има различни видове безкрайност и изследва трансфинитните числа
- 1895 Ж. Поанкаре публикува първата статия по топология
- 1899 Д. Хилберт дава пълна аксиоматична обосновка на евклидовата геометрия в съчинението си „Основи на геометрията“

## 1900 – 1999
- 1914 Ф. Хаусдорф в книгата си „Теория на множествата“ дава аксиоматична дефиниция на понятието топологично пространство
- 1931 В САЩ математикът от австрийски произход К. Гьодел доказва, че която и да е аксиоматична система, достатъчно силна, за да включва аритметиката на естествените числа, е или непълна, или противоречива
- 1932 Полският математик С. Банах публикува книгата „Теория на линейните операции“, с която полага основите на функционалния анализ
- 1933 А. Колмогоров дава първата аксиоматична обосновка на теорията на вероятностите
- 1937 Създава се група от френски математици, които под псевдонима Н. Бурбаки започва издаването (1939) на многотомен трактат „Елементи на математиката“; английският инженер и математик А. Тюринг публикува математическата теория на пресмятането (обяснява понятието алгоритъм, дава преобразувания на алгоритми и програми и др.); американският (от български произход) физик и математик Дж. Атанасов формулира основните принципи на компютъра и разработва схеми на електроннолампови устройства за различни математични операции
- 1942 Дж. Атанасов и сътрудникът му К. Бери построяват първия специализиран електронен цифров компютър „ABC“ (с интегриращи кондензатори и 300 електронни лампи); въвеждането и извеждането на информацията е с перфокарти
- 1944 В САЩ Дж. фон Нойман и О. Моргенщерн създават теорията на игрите
- 1946 В Пенсилванския университет, САЩ, е пуснат в действие първият универсален електронен цифров компютър ENIAC (с 18 000 електронни лампи)
- 1948 Н. Винер публикува книгата „Кибернетика“
- 1961 В САЩ метеорологът Е. Лоренц, като използва компютър при изследване на хаотични метеорологични процеси, създава математична система, която е основна в теорията на хаоса
- 1962 В САЩ френският математик Б. Манделброт въвежда геометрия на фракталите
- 1963 Американският математик П. Коен доказва независимостта на хипотезата на Г. Кантор за континуума от останалите аксиоми на теорията на множествата
- 1975 Американският математик М. Файгенбаум открива нова константа (≈ 4, 6692016…), играеща важна роля в теорията на хаоса
- 1976 Американските математици К. Апел и В. Хакен обявяват решението на знаменития проблем за 4-те цвята (4 цвята са достатъчни за оцветяване на всяка равнинна карта)
- 1980 След 35-годишен труд на стотици математици от цял свят е завършена класификацията на всички крайни и прости групи; резултатите заемат над 14 000 страници
- 1989 Група математици – компютърни специалисти на Амдал корпорейшън, Калифорния, намира най-голямото известно неделимо число (съдържащо 65 087 цифри)
- 1994 Британският математик А. Уайлз публикува доказателство (около 150 страници) на последната теорема на Ферма, едно от най-големите предизвикателства на чистата математика
- 1996 Доказателството на А. Уайлз (в преработен вид) е признато